# حملة محافظة ريف دمشق
كجزء من الحرب الأهلية السورية، شملت حملة محافظة ريف دمشق العديد من المعارك والهجمات في جميع أنحاء المحافظة، بما في ذلك العاصمة السورية دمشق:
- اشتباكات ريف دمشق (نوفمبر 2011–مارس 2012): مركز دمشق تحت السيطرة الحكومية، أخمدت الاحتجاجات بشكل كبير في المدينة.
- معركة دمشق (2012): أول تسلل للمعارضة إلى دمشق من الريف المحيط.
- هجوم ريف دمشق (أغسطس–أكتوبر 2012): استولى الجيش السوري على أكثر من ست بلدات واقعة تحت سيطرة المعارضة، شمال وغرب وجنوب دمشق، وتحتفظ المعارضة بالسيطرة على منطقة الغوطة، شرق دمشق.
- هجوم ريف دمشق (نوفمبر 2012–فبراير 2013): سيطر الجيش السوري الحر على داريا، زملكا، حرستا وعربين، يتباطئ الهجوم في أوائل يناير 2013، بسبب استمرار الضربات الجوية. يشن الجيش هجوما كبيرا على داريا الواقعة تحت سيطرة المعارضة في منتصف شهر يناير.
- حصار داريا والمعضمية (نوفمبر 2012–أكتوبر 2016): المعارضة تسلم داريا ومعضمية الشام للحكومة وتترك كلا البلدتين.[1][2][3][4][5][6]
- هجوم دمشق (2013): عمليات للمعارضة حول مدينة دمشق.
- هجوم ريف دمشق (مارس–أغسطس 2013)
- هجوم ريف دمشق (سبتمبر–نوفمبر 2013)
- معركة المليحة سيطر الجيش السوري على المليحة بعد معركة دامت أربعة أشهر.
- هجوم ريف دمشق (أغسطس–نوفمبر 2014)
- معركة مخيم اليرموك (2015)
- هجوم ريف دمشق (سبتمبر 2015)
- هجوم الضمير (أبريل 2016)
- نزاع الغوطة الشرقية بين المتمردين (أبريل–مايو 2016)
- هجوم ريف دمشق (أبريل–مايو 2016): مكاسب إقليمية حققها الجيش في معاقل المعارضة في دير العصافير وزبدين.
- هجوم ريف دمشق (يونيو–أكتوبر 2016): مكاسب كبيرة حققها الجيش السوري في القسم الشمالي الشرقي من الغوطة الشرقية.
- هجوم خان الشيح (أكتوبر–نوفمبر 2016): الجيش السوري سيطر على جيب المعارضة في خان الشيح في الغوطة الغربية.
- هجوم وادي بردى (2016–17): الجيش السوري سيطر على وادي بردى بعد حصار استمر لثلاث سنوات.
- هجوم القابون (2017): الجيش السوري يسيطر على أحياء القابون، برزة وتشرين في دمشق.
- نزاع الغوطة الشرقية بين المتمردين (أبريل-مايو 2017)
- حملة البادية السورية (مايو–يوليو 2017): انتصار الجيش السوري وحلفائه
- هجوم جوبر 2017: غير حاسم: هجوم للجيش السوري على جوبر صده المعارضة.
- هجوم بيت جن: القوات السورية تستعيد السيطرة على بيت جن.
- معركة حرستا (2017–18): غير حاسمة.
- هجوم ريف دمشق (فبراير–أبريل 2018): انتصار حاسم للجيش السوري وحلفائه. الحكومة السورية تسيطر على الغوطة الشرقية.
- هجوم جنوب دمشق الثاني (مارس 2018): انتصار داعش
- إخلاء المتمردين من شرق القلمون: انتصار الجيش السوري وحلفائه.
- هجوم جنوب دمشق الثالث: انتصار الجيش السوري وحلفائه. تستعيد الحكومة السورية سيطرتها على محافظتي ريف دمشق ودمشق.

| المعركة           | الفترة الزمنية                | الحكومة                 | المعارضة   |
| ----------------- | ----------------------------- | ----------------------- | ---------- |
| ريف دمشق الأولى   | 3 نوفمبر 2011 – مارس 2012     | 800 قتيل                | 1,000 قتيل |
| دمشق الأولى       | 15 يوليو – 4 أغسطس 2012       | 97 قتيل                 | 300 قتيل   |
| ريف دمشق الثانية  | 15 أغسطس – 7 أكتوبر 2012      | مجهول                   | 1,500 قتيل |
| ريف دمشق الثالثة  | 7 نوفمبر 2012 – 5 فبراير 2013 | 690 قتيل                | 1,040 قتيل |
| دمشق الثانية      | 6 فبراير – 25 مارس 2013       | 440 قتيل                | 735 قتيل   |
| ريف دمشق الرابعة  | 26 مارس – 22 أغسطس 2013       | 1,150 قتيل              | 2,125 قتيل |
| ريف دمشق الخامسة  | 10 سبتمبر – 28 نوفمبر 2013    | 115 قتيل                | 1,000 قتيل |
| ريف دمشق السادسة  | أغسطس – نوفمبر 2014           | 175 قتيل                | 678 قتيل   |
| ريف دمشق السابعة  | 11 – 27 سبتمبر 2015           | 41 قتيل                 | 170 قتيل   |
| ريف دمشق الثامنة  | 25 أبريل - 19 مايو 2016       | مجهول                   | مجهول      |
| ريف دمشق التاسعة  | 21 يونيو – 30 أكتوبر 2016     | مجهول                   | مجهول      |
| ريف دمشق العاشرة  | 18 فبراير – 14 أبريل 2018     | 520 قتيل                | 405 قتيل   |
| مجموع عدد الضحايا | نوفمبر 2011 – 21 مايو 2018*   | ما لا يقل عن 4,018 قتيل | 8,953 قتيل |